# Daphnia pulex
Daphnia pulex es la especie más común dentro de las pulgas de agua. Tiene una distribución geográfica muy amplia: se la puede encontrar en toda América, Europa y Australia.
Es una especie muy utilizada como modelo experimental; y además es el primer crustáceo del cual se ha secuenciado su genoma.

## Descripción
A pesar de que Daphnia pulex es un artrópodo, sus segmentos corporales son difíciles de reconocer. Se pueden distinguir por los apéndices que poseen (un par de apéndices por cada segmento) y también estudiando la anatomía interna. La cabeza se distingue claramente y se forma a partir de la fusión de seis segmentos en el estadio embrional. En ella destacan la boca y dos pares de antenas, el segundo de los cuales ha aumentado su tamaño para convertirse en poderosos apéndices natatorios. No existe una división clara entre tórax y abdomen, que en conjunto poseen 5 pares de apéndices. El caparazón que rodea al animal se extiende en sentido posterior terminando en una espina de longitud variable.

## Ecología
Daphnia pulex puede vivir en una gran variedad de hábitats acuáticos, aunque se encuentra preferentemente en charcas pequeñas y con iluminación moderada.
No tiene prácticamente pigmentación alguna en circunstancias oligotróficas en las que hay escasez de nutrientes. Por el contrario, en condiciones eutróficas D. pulex se vuelve de un color rojo intenso, debido al aumento en la producción de hemoglobina.

### Depredadores
Daphnia constituye una presa importante para depredadores vertebrados e invertebrados. Se ha estudiado en detalle la influencia de los depredadores sobre la dinámica de poblaciones, distribución y otros aspectos ecológicos de la especie D. pulex , comprobándose que juega un papel fundamental . Además de los efectos directos de la acción depredadora sobre el tamaño de las poblaciones de D. pulex existe una influencia evolutiva sobre el fenotipo que puede producir efectos opuestos según las circunstancias: los ejemplares de D. pulex de mayor tamaño son más visibles para los depredadores vertebrados, mientras que los depredadores invertebrados son incapaces de ingerirlos. Como resultado de esto, el fenotipo de mayor tamaño se ve favorecido y prevalece en presencia de depredadores invertebrados mientras que cuando existen depredadores vertebrados tienen ventaja los individuos más pequeños. 
Como en el caso de otras especies de Daphnia, D. pulex exhibe una considerable plasticidad fenotípica, cambiando su morfología al detectar la presencia de depredadores, como por ejemplo las larvas del díptero Chaoborus que se alimentan de los individuos en estadios juveniles de D. pulex. Las larvas de Chaoborus producen feromonas (kairomonas) que delatan su presencia al ser reconocidas por los juveniles de D.pulex, que responden desarrollando unas protuberancias afiladas (“dientes de cuello”) en la siguiente muda de caparazón. El uso de los dientes de cuello como estrategia de defensa aumenta la supervivencia de D. pulex frente a este depredador invertebrado, pero a costa de alargar su período de desarrollo.

### Respuesta a condiciones ecológicas adversas
La estequiometría ecológica, entendida como la disponibilidad y el balance de nutrientes, ejerce una gran influencia en las características de Daphnia pulex. La escasez de nutrientes provoca una reducción en el tamaño corporal y en la tasa de crecimiento, las cuales, como se ha mencionado antes, también son muy importantes en la relación de Daphnia con sus depredadores. En este sentido, Daphnia pulex constituye una especie modelo muy importante para investigaciones relacionadas con la estequiometría ecológica, y se ha utilizado por ejemplo para estudiar las relaciones entre la abundancia de fitoplancton (algas microscópicas que constituye el alimento principal de D. pulex), la capacidad de fijación del carbono, la intensidad de luz natural (comparando poblaciones de charcas con árboles cercanos con otras que están a pleno sol), los niveles de nutrientes inorgánicos y el tamaño corporal de D. pulex.

## Genoma
Daphnia pulex es el primer crustáceo cuyo genoma ha sido secuenciado. Su genoma contiene 31.000 genes – 8.000 más que en el genoma humano – como resultado de una extensa duplicación génica.
Una de las características más sorprendentes del genoma de D. pulex es su naturaleza compacta: a pesar de tener un tamaño de 200 Mb (aproximadamente 16 veces más pequeño que el genoma humano, el cual tiene 3.200 Mb); en sus 12 cromosomas se predice que hay al menos 30.907 genes codificantes de proteínas, más que los 20.000-25.000 predichos para el genoma humano.
Este empaquetamiento tan eficiente se obtiene gracias a un tamaño intrónico muy pequeño. En efecto, mientras que la longitud media por proteína en D. pulex es muy similar a la de Drosophila, la longitud media por gen es 1000 bp más corta en D. pulex. Según estudios basado en EST, la longitud media por intrón en los genes de D. pulex es de 170 bp.
Por otra parte, la densidad de intrones a lo largo del genoma de D. pulex es similar a la de Apis mellifera, la cual a su vez es el doble que la de Drosophila.
El genoma de D. pulex ha experimentado una intensa duplicación génica seguida de una rápida divergencia y reordenamiento en clústeres de los genes parálogos. Como resultado, alrededor del 20% del catálogo de genes de D. pulex está formado por clústeres de 3-80 parálogos dispuestos en tándem, muchos de los cuales son eco-sensibles, es decir que se expresan de modo diferencial en respuesta a condiciones cambiantes del entorno, por ejemplo estrés biótico o abiótico o bien fluctuaciones en los niveles de oxígeno y/o luz.